# Lansana Conté
Lansana Conté (Dubréka, 30 de novembre de 1934 – 22 de desembre de 2008) fou el segon president de Guinea, des del 3 d'abril de 1984 fins a la seva mort. Era musulmà i membre de l'ètnia susu.